# Eddie Lovett
Eddie Lovett (ur. 25 czerwca 1992) – amerykański lekkoatleta specjalizujący się w krótkich biegach płotkarskich. Od czerwca 2013 reprezentuje Wyspy Dziewicze Stanów Zjednoczonych.
W 2011 sięgnął po złoty medal mistrzostw panamerykańskich juniorów w Miramar. Dwa lata później został mistrzem uniwersjady w Kazaniu. Złoty medalista młodzieżowych mistrzostw NACAC (2014). W 2015 stanął na najniższym stopniu podium czempionatu NACAC. Siódmy zawodnik halowych mistrzostw świata (2016). Medalista juniorskich mistrzostw Stanów Zjednoczonych oraz mistrzostw NCAA.

## Osiągnięcia
| Rok  | Impreza                               | Miejsce        | Konkurencja                     | Lokata     | Wynik  |
| ---- | ------------------------------------- | -------------- | ------------------------------- | ---------- | ------ |
| 2011 | Mistrzostwa panamerykańskie juniorów  | Miramar        | bieg na 110 metrów przez płotki | 1. miejsce | 13,14  |
| 2012 | Młodzieżowe mistrzostwa NACAC         | Irapuato       | bieg na 110 metrów przez płotki | 4. miejsce | 13,58  |
| 2013 | Uniwersjada                           | Kazań          | bieg na 110 metrów przez płotki | 1. miejsce | 13,43  |
| 2013 | Mistrzostwa świata                    | Moskwa         | bieg na 110 metrów przez płotki | eliminacje | 13,52  |
| 2014 | Młodzieżowe mistrzostwa NACAC         | Kamloops       | bieg na 110 metrów przez płotki | 1. miejsce | 13,39w |
| 2014 | Igrzyska Ameryki Środkowej i Karaibów | Xalapa         | bieg na 110 metrów przez płotki | 4. miejsce | 13,79  |
| 2015 | Igrzyska panamerykańskie              | Toronto        | bieg na 110 metrów przez płotki | eliminacje | 13,65  |
| 2015 | Mistrzostwa NACAC                     | San José       | bieg na 110 metrów przez płotki | 3. miejsce | 13,31  |
| 2015 | Mistrzostwa świata                    | Pekin          | bieg na 110 metrów przez płotki | eliminacje | 13,65  |
| 2016 | Halowe mistrzostwa świata             | Portland       | bieg na 60 metrów przez płotki  | 7. miejsce | 7,75   |
| 2016 | Igrzyska olimpijskie                  | Rio de Janeiro | bieg na 110 metrów przez płotki | eliminacje | 13,77  |
| 2017 | Mistrzostwa świata                    | Londyn         | bieg na 110 metrów przez płotki | półfinał   | 13,67  |
| 2018 | Halowe mistrzostwa świata             | Birmingham     | bieg na 60 metrów przez płotki  | półfinał   | 7,90   |

## Rekordy życiowe
- Bieg na 60 metrów przez płotki (hala) – 7,50 (2013) – 2. rezultat na listach światowych w roku 2013[2].
- Bieg na 110 metrów przez płotki – 13,31 (2015) / 13,29w (2013) rekord Wysp Dziewiczych Stanów Zjednoczonych

Lovett jest także rekordzistą Wysp Dziewiczych Stanów Zjednoczonych w biegach na 60 metrów przez płotki (7,57 w 2014 i 2017).